# ZMNE Kossuth Lajos Hadtudományi Kar
A  Kossuth Lajos Hadtudományi Kar  jogutódja az 1808-ban alapított Magyar Királyi Honvéd Ludovika Akadémiának, az 1947-ben alapított Honvéd Kossuth Akadémiának és 1967. szeptember 1-jétől a felsőfokú katonai tanintézetként működő Kossuth Lajos Katonai Főiskolának. A Hadtudományi Kart a katonai felsőoktatás átszervezésekor, a Nemzetvédelmi Egyetem megalakításával egy időben, 1996-ban hozták létre. 

## Rövid története
A magyar alapfokú tisztképzés első tanintézete a Magyar Királyi Honvéd Ludovika Akadémia volt.
1947–49 között a tisztképzés a Honvéd Kossuth Akadémián történt. 1949-től 1956-ig a fegyvernemi tiszti iskolák önállóan működtek, az összevonást követően az Egyesített Tiszti Iskola (ETI) Budapest és Szentendre helyőrségekben működött.
A társadalmi igényeknek megfelelően az Egyesített Tiszti Iskola 1967. szeptember 1-jével megszűnt, és helyette a tisztképzéshez a felsőoktatási hierarchiába is illeszkedő három katonai főiskolát hoztak létre. A Kossuth Lajos Katonai Főiskola Szentendrén, a szárazföldi haderő fegyvernemei részére – 4 éves képzésben, polgári képesítéssel kiegészített – parancsnoki képzést folytatott. 1967-től a BM Határőrség részére a főiskolán történt a határőr tisztképzés is. A másik két főiskola a fegyvernemi és szakcsapatoknak műszaki végzettségű, valamint repülő hajózó, és repülő-műszaki üzemmérnöki képzést folytatott.
A képzés belső tartalmában a csapatok és a kor igényeknek megfelelően történtek változtatások, korszerűsítések. Főiskolai oktatás korszerű európai szintű feltételei – 4 éves képzési idővel – 1968-1985-ig, valamint 1991-től napjainkig több ütemben teremtődött meg. Az intézmény gépesített lövész, harckocsizó, felderítő szakon harcjármű üzemeltető üzemmérnöki, tüzér szakon fegyverzetüzemeltető üzemmérnöki, műszaki szakon katonai, illetve közlekedési építő-üzemmérnöki, határőr szakon pedig kollégiumi nevelőtanári képesítést adott.
Napjainkra bővült a paletta, jelenleg katonai vezetői-, biztonság- és védelempolitikai, nemzetközi tanulmányok, nemzetbiztonsági, büntetés-végrehajtási szakra jelentkezhetnek a hallgatók. A kar 2001-ben első ízben bocsátott ki katonai vezetői, valamint határrendészeti és védelmi vezetői szakon végzett tiszteket. 2002-ben első alkalommal végezetek polgári hallgatók a biztonság- és védelempolitikai szakon.
A Kar székhelyét 2001. augusztus 1-jével Budapesten az Üllői úton, 2008. szeptember 1-jétől a Hungária körúton jelölték ki. A Hadtudományi Kar szakmailag önálló karként — az egyetem más karaival, valamint a polgári felsőoktatási és tudományos kutatási intézményekkel együttműködve — a Honvédelmi Minisztérium, a Honvéd Vezérkar, valamint más szervek által támasztott és a kormány által kiadott „Képesítési követelmények” alapján képez tiszteket a Magyar Honvédség és a rendvédelmi szervek megrendelésére, valamint biztonságpolitikai szakértőket az állami szervek részére.
A Kar — a HVG által készített felmérés alapján — az ország felsőoktatási intézményeinek rangsorában évek óta előkelő helyet foglal el. (a 167 egyetemi, főiskolai kar közül 2007. évben a 22., 2008. évben a 19. helyen szerepelt)
A Kar 2004. július 19-én vette fel Kossuth Lajos nevét.

## További információ
- A Nemzeti Közszolgálati Egyetem honlapja
- Felvételi ponthatások 2011-ben Archiválva 2012. március 17-i dátummal a Wayback Machine-ben